# كتيبة الشرطة 307
كتيبة الشرطة 307 (Polizeibattalion 307) عبارة عن تشكيل لشرطة النظام الألمانية (الشرطة النظامية) خلال العصر النازي. خلال عملية بارباروسا، كانت تابعة لقوات الأمن الخاصة ونشرت في المناطق التي تحتلها ألمانيا، وتحديدا المنطقة الخلفية مجموعة الجيوش الوسطى، في الاتحاد السوفيتي، كجزء من فوج الشرطة الجنوبية. إلى جانب فصائل من أينزاتسغروبن ولواء المشاة إس إس الأول، ارتكبت جرائم قتل جماعي في المحرقة وكانت مسؤولة عن جرائم واسعة النطاق ضد الإنسانية استهدفت السكان المدنيين. جنبا إلى جنب مع فصائل من أينزاتسغروبن التابعة لشرطة الأمنية الألمانية، ارتكبت القتل الجماعي في الهولوكوست وكانت مسؤولة عن جرائم واسعة النطاق ضد الإنسانية استهدفت السكان المدنيين. تم إعادة تكليف الكتيبة إلى فوج الشرطة الثالث والعشرين وتم تشغيلها في بيلاروسيا.

## الخلفية والتكوين
كانت شرطة النظام الألمانية (الشرطة النظامية) أداة رئيسية لجهاز الأمن في ألمانيا النازية. خلال فترة ما قبل الحرب، تعاون كل من قائد قوات الأمن الخاصة هينريش هيملر وكورت داليج، قائد شرطة النظام، في تحويل قوة شرطة جمهورية فايمار إلى تشكيلات عسكرية جاهزة لخدمة أهداف النظام المتمثلة في الفتح والإبادة العرقية. تشكلت قوات الشرطة أولاً في تشكيلات بحجم الكتيبة لغزو بولندا، حيث تم نشرها لأغراض أمنية وشرطية، وكذلك المشاركة في عمليات الإعدام والترحيل الجماعي. 
تم تعيين 23 كتيبة من شرطة النظام للمشاركة في غزو الاتحاد السوفيتي عام 1941، عملية بارباروسا. تم ربط تسعة فرق أمنية للفيرماخت، ثلاثة لكل منطقة من مناطق مجموعة الجيوش الخلفية. تم تعيين كتيبتين لدعم أينزاتسغروبن، وفرق الموت المتنقلة التابعة لقوات الأمن الخاصة ومنظمة تودت، مجموعة البناء العسكرية.  كانت أهداف كتائب الشرطة هي تأمين المؤخرة من خلال القضاء على فلول قوات العدو، وحراسة أسرى الحرب، وحماية خطوط الاتصالات والمرافق الصناعية التي تم الاستيلاء عليها. كما تضمنت تعليماتهم، كما ذكر دالوج، «مكافحة العناصر الإجرامية، وقبل كل شيء العناصر السياسية». 
جنبا إلى جنب مع كتيبة الشرطة 303 و314، تم تعيين كتيبة الشرطة 45 إلى فوج الشرطة الجنوبي. تم وضع الفوج تحت قيادة هيرمان فرانز، وهو شرطي محترف كان قد خدم سابقًا في شرطة النظام في بولندا المحتلة.  عندما عبر الفوج الحدود الألمانية السوفيتية، أصبح خاضعًا لسيطرة فريدريش جيكلن، القائد الأعلى لقوات الأمن والشرطة (HSS-PF) لمجموعة الجيوش الجنوبية في أوكرانيا. 

## ما بعد
لم يتم الإعلان عن تنظيم الشرطة ككل منظمة إجرامية من قبل الحلفاء، على عكس قوات الأمن الخاصة. كان أعضاؤها قادرين على إعادة الاندماج في المجتمع إلى حد كبير دون تحرش، مع عودة الكثيرين إلى وظائف الشرطة. 

## Bibliography
- Arico، Massimo (2010). Ordnungspolizei: Encyclopedia of the German Police Battalions. Stockholm: Leandoer and Ekholm. ISBN:978-91-85657-99-5.
- Beorn، Waitman Wade (2014). Marching into Darkness: The Wehrmacht and the Holocaust in Belarus. Cambridge: دار نشر جامعة هارفارد. ISBN:978-0674725508.
- Blood، Phillip W. (2006). Hitler's Bandit Hunters: The SS and the Nazi Occupation of Europe. Potomac Books. ISBN:978-1-59797-021-1.
- Breitman، Richard (1998). Official Secrets: What the Nazis Planned, What the British and Americans Knew. New York:, 1998. New York: Hill and Wang/Farrar Straus & Giroux. مؤرشف من الأصل في 2020-01-26.
- Curilla، Wolfgang (2010). Der Judenmord in Polen und die deutsche Ordnungspolizei 1939-1945. Paderborn: Schöningh Paderborn. ISBN:978-3-50677043-1.
- Megargee، Geoffrey P.، المحرر (2009). Encyclopedia of Camps and Ghettos, 1933–1945. Bloomington: Indiana University Press. ج. Volume II. ISBN:0-253-35328-9. {{استشهاد بكتاب}}: |المجلد= يحوي نصًّا زائدًا (مساعدة)
- Persico، Joseph E. (22 أكتوبر 2002). Roosevelt's Secret War: FDR and World War II Espionage. راندوم هاوس. ISBN:0-3757-6126-8.
- Showalter، Dennis (2005). Hitler's Police Battalions: Enforcing Racial War in the East. Kansas City: University Press of Kansas. ISBN:978-0-7006-1724-1.
- Smith، Michael (2004). "Bletchley Park and the Holocaust". في Scott، L. V.؛ Jackson، P. D. (المحررون). Understanding Intelligence in the Twenty-First Century: Journeys in Shadows. ISBN:0714655333.
- Tessin، Georg؛ Kannapin، Norbert (2000). Waffen-SS und Ordnungspolizei im Kriegseinsatz 1939 - 1945: ein Überblick anhand der Feldpostübersicht. Osnabrück: Biblio-Verlag. ISBN:3-7648-2471-9. {{استشهاد بكتاب}}: الوسيط غير المعروف |last-author-amp= تم تجاهله يقترح استخدام |name-list-style= (مساعدة)
- "Selected Records from the Military Historical Institute Archives, Prague, 1941-1944" (PDF). متحف ذكرى الهولوكوست بالولايات المتحدة. 2008. مؤرشف من الأصل (PDF) في 2017-03-18. اطلع عليه بتاريخ 2018-01-20.
- Westermann، Edward B. (2005). Hitler's Police Battalions: Enforcing Racial War in the East. Kansas City: University Press of Kansas. ISBN:978-0-7006-1724-1.

## Further reading
- Wette، Wolfram (2007). الفيرماخت: التاريخ والأسطورة والواقع. Cambridge, Mass.: دار نشر جامعة هارفارد. ISBN:9780674025776.